# Crucifix de San Ranierino
Le Crucifix de San Ranierino  est une croix peinte  en  tempera et or sur bois réalisée par Giunta Pisano vers 1250 et conservée au musée national San Matteo, à Pise, en Italie.
Le crucifix de style Christus patiens est signé  à sa base : [IUNTA] PISANUS ME FECIT. 